# ألان بول (لاعب كرة قدم)
ألان بول (بالإنجليزية: Alan Ball, Jr.)‏، من مواليد 12 مايو 1945، وتوفي في 25 أبريل 2007، لاعب كرة قدم إنجليزي سابق، ومدرب كرة قدم إنجليزي سابق. لعب مع منتخب إنجلترا لكرة القدم.

## روابط خارجية
- ألان بول على موقع الاتحاد الدولي (مؤرشف)  (الإنجليزية)
- ألان بول على موقع الاتحاد الأوربي (الإنجليزية)
- ألان بول على موقع قاعدة بيانات كرة القدم.إي يو (الإنجليزية)
- ألان بول على موقع ناشيونال فوتبول تيمز (الإنجليزية)
- ألان بول على موقع Soccerbase.com (لاعب) (الإنجليزية)
- ألان بول على موقع Soccerbase.com (مدرب) (الإنجليزية)
- ألان بول على موقع عالم كرة القدم.نت (الإنجليزية)